# Смешанная парная сборная Эстонии по кёрлингу на колясках
Смешанная парная сборная Эстонии по кёрлингу на колясках — смешанная национальная сборная команда (составленная из одного мужчины и одной женщины), представляет Эстонию на международных соревнованиях по кёрлингу на колясках. Управляющей организацией выступает Ассоциация кёрлинга Эстонии (эст. Eesti Curlinguliit, англ. Estonian Curling Association).

## Результаты выступлений

### Чемпионаты мира
| Год  | Место | Игры | Победы | Поражения | Состав (женщина, мужчина, тренер)                                |
| ---- | ----- | ---- | ------ | --------- | ---------------------------------------------------------------- |
| 2022 | 10    | 8    | 4      | 4         | Signe Falkenberg, Mait Matas, тренер: Лийса Турман               |
| 2023 | 9     | 9    | 4      | 5         | Кятлин Рийдебах, Mait Matas, тренеры: Харри Лилл, Mihkel Joosing |
| 2024 | 8     | 7    | 3      | 4         | Кятлин Рийдебах, Mait Matas, тренер: Aleksander Andre            |
| 2025 | 3     | 9    | 5      | 4         | Кятлин Рийдебах, Айн Виллау, тренер: Aleksander Andre            |

(данные отсюда:)